# Hot (entreprise)
Pour les articles homonymes, voir Hot.
Hot est une entreprise de télécommunications israélienne, filiale d'Altice, qui propose la télévision par câble via Hot Telecommunication Systems ainsi que des services téléphoniques via sa filiale Hot Telecom. Depuis 2012, le groupe fournit également des services de téléphonie mobile via la filiale Hot Mobile et des accès Internet via Hot Net Internet Services.
En Israël, l'entreprise est numéro deux dans la téléphonie fixe et numéro quatre dans la téléphonie mobile dans un pays très concurrentiel (présence de cinq opérateurs). Hot est également très investi dans la télévision avec 60 % de parts de marché, devant l'opérateur satellite Yes (en).
La société est cotée à la Bourse de Tel-Aviv et fait partie de l'indice TA-125 (en). En mars 2013, l'entreprise employait 3 958 personnes[source insuffisante].

## Histoire
L'opérateur a été fondé le 18 août 2003 de l'union de trois sociétés nationales du câble Matav (מתב), Tevel (תבל) et Golden Channel (ערוצי זהב). Le premier but de cette union était de défavoriser la concurrence, due au succès grandissant de la télécommunication par satellite.
En 2009, l'homme d'affaires Patrick Drahi via son entreprise Altice rachète le câblo-opérateur Hot.
En mai 2012, Hot se lance dans la téléphonie mobile, en même temps que son concurrent Golan Telecom.
En janvier 2020, Hot annonce lancer une offre d'acquisition sur Partner Communications, un fournisseur internet et mobile israélien. Cette acquisition est abandonnée en mars 2020.
Le groupe, qui détient depuis 2006 une licence pour opérer dans les territoires occupés de Palestine, obtient en 2021 l'autorisation du gouvernement israélien pour s'implanter dans la bande de Gaza. 

## Activités
Hot possède plusieurs filiales :
- Hot mobile (en), pour la téléphonie mobile ;
- Hot télécom, pour la téléphonie fixe ;
- Hot net, pour l'accès à internet.

L'entreprise possède deux chaînes de télévision, Hot 3 (en) et HOT HBO (he) (anciennement Hot Plus), mais en distribue plus de 190. Elle produit également de nombreuses créations originales pour ses abonnés comme la série Sirènes achetée par SFR filiale également d'Altice.

## Chiffres
Hot a réalisé en 2016 un chiffre d'affaires de 950 millions d'euros.[réf. souhaitée]
Le groupe possède au premier trimestre 2017, près de 1 million d'abonnés à Internet haut débit et 1,5 million d'abonnés mobile.